# Replicant (artiste)
Pour les articles homonymes, voir Azaria et Replicant.
Alexandre Azaria
Alexandre Azaria, aussi connu sous le nom de scène Replicant, est un compositeur de musique de film et guitariste français, né le 3 septembre 1967.
Alexandre Azaria a abandonné ce nom d'artiste et signe désormais sous son propre nom.

## Biographie
Alexandre Azaria a débuté en musique dans les années 1980 avec le groupe rock Le Cri de la mouche.
En 1996, il a fait partie du groupe Indochine pour lequel il était guitariste et a coécrit et coréalisé l'album Wax. De plus, il a été le directeur artistique de la chanteuse Alizée pour son album 5.

## Œuvre
Replicant a notamment composé la bande originale des films suivants :  
- Comme un poisson hors de l'eau de Hervé Hadmar (1999)
- La Beuze de François Desagnat et Thomas Sorriaux (2002)
- Peau d'Ange de Vincent Pérez (2002)
- Fanfan la Tulipe de Gérard Krawczyk (2003)
- Appelez-moi Kubrick de Brian W. Cook (2003)
- Le Souffleur de Guillaume Pixie (2003)
- À ton image d'Aruna Villiers (2004)
- Les Dalton de Philippe Haïm (2004)
- Le Transporteur 2 de Louis Leterrier (2005)
- La vie est à nous ! de Gérard Krawczyk (2005)
- Valérian et Laureline (série animée) de Philippe Vidal et Eiichi Sato (2005)
- Astérix et les Vikings de Stefan Fjeldmark et Jesper Møller (2006)
- Love (et ses petits désastres) de Alek Keshishian (2006)
- L'Auberge rouge de Gérard Krawczyk (2007)
- Go Fast de Olivier Van Hoofstadt (2007)
- Sans arme, ni haine, ni violence de Jean-Paul Rouve (2007)
- RTT de Frédéric Berthe (2008)
- Le Transporteur 3 d'Olivier Megaton (2008)
- Secret défense de Philippe Haïm (2008)
- 15 ans et demi de François Desagnat (2008)
- Le Missionnaire de Roger Delattre (2009)
- Transporter III Special Delivery : Transporters in the Real World (court-métrage)  (2009)
- Imogène McCarthery de Alexandre Charlot et Franck Magnier (2010)
- Case départ de Thomas N'Gijol et Fabrice Éboué (2010)
- Omar m'a tuer de Roschdy Zem (2011)
- Denis de Lionel Bailliu (2012)
- Lock Out de James Mather et Stephen St. Leger (2012)
- Last Call (court-métrage) de Camille Delamarre (2013)
- Boule et Bill, d'Alexandre Charlot et Franck Magnier (2013)
- Le Jeu de la vérité de François Desagnat (2014)
- Le Transporteur : Héritage de Camille Delamarre (2015)
- La Dream Team de Thomas Sorriaux (2016)
- Les Têtes de l'emploi d'Alexandre Charlot et Franck Magnier (2016)
- Par instinct de Nathalie Marchak (2017)
- The Way (série) de Camille Delamarre (2017)
- Ducobu 3 d'Élie Semoun (2020)
- Si on chantait de Fabrice Maruca (2021)
- Pourris gâtés de Nicolas Cuche (2021)
- Le Larbin d'Alexandre Charlot et Franck Magnier (2024)
- Le Jardinier de David Charhon (2025)
- Certains l'aiment chauve de Camille Delamarre (2025)